# Ergenuşağı
Ergenuşağı ist ein Ortsteil (Mahalle) im Landkreis Kozan der türkischen Provinz Adana mit 331 Einwohnern (Stand: Ende 2024). Im Jahr 2011 zählte der Ort 404 Einwohner.